# Edifici Llibreria La Rambla
L'Edifici Llibreria La Rambla o Casa Doctor Aleu és una obra modernista de Tarragona protegida com a Bé Cultural d'Interès Local.

## Descripció
Edifici entre mitgeres, de planta baixa i dos pisos. Està molt proporcionat, molt equilibrat en les plantes i el coronament superior. És gairebé simètric, i representa un edifici fortament individualitzat a la Rambla. La seva façana és de tipologia clàssica, com altres edificis del passeig, per la qual cosa s'adapta perfectament a l'entorn. El gran compromís compositiu que comportava, donat el veïnatge amb el Banc d'Espanya, es va resoldre perfectament.

## Història
El 1927 s'acabaren les obres de construcció.
L'any 1975 va haver-hi un intent, fracassat, de demolició.